# Heteropoda gemella
Heteropoda gemella är en spindelart som beskrevs av Simon 1877. Heteropoda gemella ingår i släktet Heteropoda och familjen jättekrabbspindlar.
Artens utbredningsområde är Filippinerna. Inga underarter finns listade i Catalogue of Life.